# Ramses V
Ramses V  is de vierde Farao uit de 20e dynastie van Egypte (Nieuwe Rijk) en regeerde (ca.) 1156 - 1151 v.Chr. Hij volgde Ramses IV op en werd opgevolgd door Ramses VI.
Ramses V was een zoon van Farao Ramses IV en Tentopet, die beiden een kind waren van Ramses III.

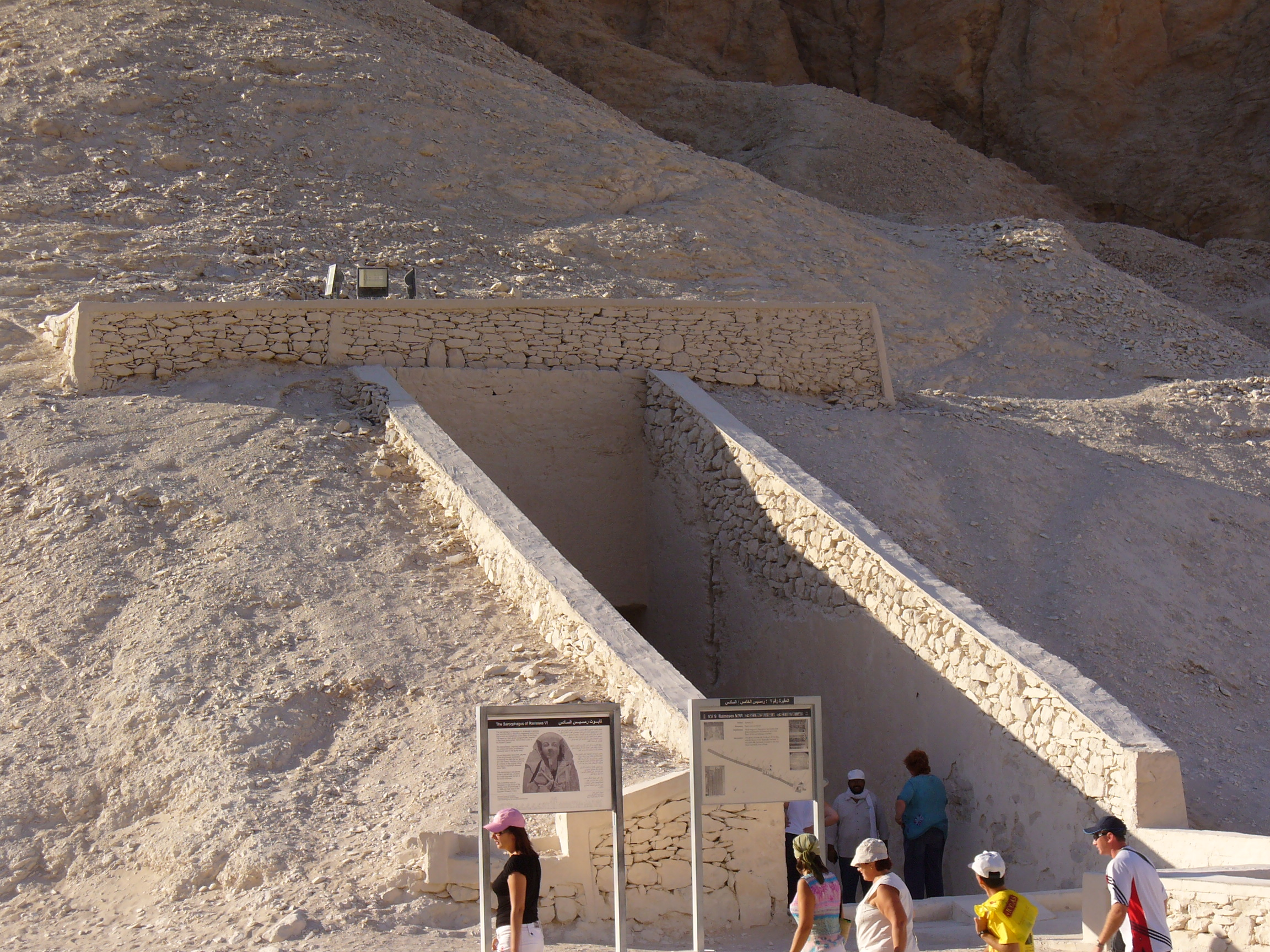
Het graf van Ramses V (Graf DK 9)